# Norilka
Die Norilka (russisch Норилка, Норильская, Norilskaja) ist der etwa 36 km lange (südliche) Hauptzufluss des Pjassinosees und damit ein Zufluss der dem See entfließenden Pjassina, jeweils im Norden der Region Krasnojarsk, von Sibirien und Russland (Asien).

## Geographie

### Verlauf
Die Norilka verläuft im Schnitt rund 325 km nördlich des nördlichen Polarkreises am Nordwestrand des Putoranagebirges (max. 1701 m), dem felsigen Nordwestteil des Mittelsibirischen Berglands. Sie entsteht durch den auf etwa 29 m Höhe gelegenen Zusammenfluss ihres von Osten vom Melkojesee kommenden Hauptstrang-Oberlaufs Talaja (rechtsseitig) und des von Südsüdosten vom Ketasee heran fließenden Quellflusses Rybnaja (linksseitig). Etwas südwestlich dieser Flussvereinigung liegt das Lontokoiski-Kamen-Gebirge (max. 760 m). Fortan fließt sie zwischen diesem Gebirge und dem Putoranagebirge nach Nordwesten.
Im Mittellauf fließt die Norilka, nach Passieren des Flughafens Waljok, an der Ansiedlung Waljok vorbei, die zwischen dem südwestlich befindlichen Norilsk und dessen nordöstlichen Stadtteil Talnach liegt. Dort führt eine doppelstöckige Stahlfachwerkbrücke über den Fluss; im oberen Stockwerk verlaufen eine Pipeline und Versorgungsleitungen (von nahen Industriebetrieben; siehe hierzu auch Abschnitt Umweltverschmutzung) und im unteren führt als Teil der Verbindung Norilsk–Waljok–Talnach eine Straße sowie die Norilsker Eisenbahn hinüber.
Etwa 21 km unterhalb von Waljok mündet die Norilka nach Durchfließen ihres Mündungsdeltas auf etwa 28 m Höhe, also mit insgesamt nur rund einen Meter Höhenunterschied, in den Pjassinosee, dessen Wasser durch die Pjassina zur Karasee fließt.

### Zuflüsse, Seen und Einzugsgebiet
Zu den Zuflüssen der Norilka, deren Einzugsgebiet 19.800 km² groß ist, gehören neben ihren oben genannten Quellflüssen Talaja und Rybnaja der oberhalb von Waljok mündende und aus dem Putoranagebirge kommende Waljok und der unterhalb der Ansiedlung bzw. oberhalb des Pjassinosees einfließende Charaelajach, der aus demselben Gebirge kommt. Im Einzugsgebiet liegen viele Seen, einerseits der Melkojesee mit den oberhalb davon gelegenen Seen Lama, Kaptschuk, Glubokoje, Sobatschje, Nakomjaken und Tonelj sowie andererseits der Ketasee sowie zudem zahlreiche Kleinseen und Fließgewässer.
| Durchschnittlicher Abfluss (m³/s) an der Station Waljok (1938 bis 1999) |

## Hydrologie, Klima und Flora

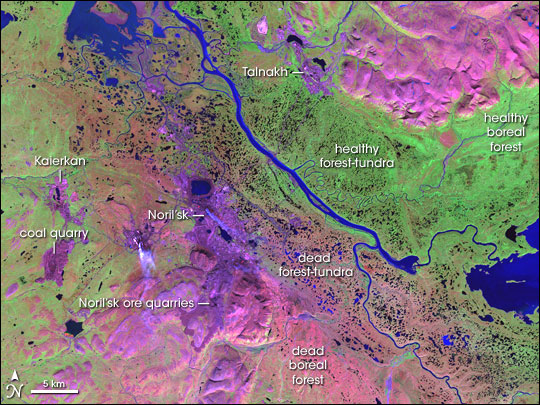
Falschfarbenfoto: Aus der Produktion von MMC Norilsk Nickel resultierende Umweltverschmutzung in der Region Norilsk und an der Talaja (rechts)

Das hydrologische Regime der Norilka wird aufgrund ihrer nördlichen Lage und damit verbundener Nähe zur Arktis von harten Wintern und kurzen Sommern bestimmt. Das ganze Jahr über gibt es viel Niederschlag, und das Vorhandensein zahlreicher Still- und Fließgewässer in ihrem recht großen Einzugsgebiet spielen eine regulierende Rolle im Wasserhaushalt. Der durchschnittliche Jahresabfluss von Wasser an ihrer Mündung ist 450 m³/s. Von Ende September bis Mitte Juni ist die Norilka von Eis bedeckt. Wenn im Sommer Eis und Schnee schmelzen, entstehen zwischen Juni und August oftmals Hochwasser.
Die Norilka verläuft in der Klimazone des Permafrostbodens, an ihren Ufern gedeihen boreale Nadelwälder (Taiga) und auf den umliegenden Bergen herrscht die Tundra mit Moosen und Flechten. Der Fluss ist Lebensraum vieler arktischer Arten – zum Beispiel Barschfische, Hechte und Lachsfische – die für den Fischfang genutzt werden.

## Umweltverschmutzung
Die in der Nähe bei Norilsk und Talnach sowie die beim einiges vom Fluss entfernten Kajerkan gelegenen Fabrikanlagen des Industrie-Konzerns MMC Norilsk Nickel, dem Weltmarktführer der Produktion von Nickel und Palladium, führen – zum Beispiel an der Norilka und am Pjassinosee – zu starken Umweltverschmutzungen.

## Tourismus
Auf der Norilka fahren im Sommer, von Ende Juni bis September, Wassertaxis und Ausflugsboote, die viele Besucher von der Anlegestelle bei Waljok erst auf der Norilka und dann auf der Talaja, durch den Melkojesee und danach weiter auf dem Fluss Lama zum Lamasee bringen. Die Hinfahrt dorthin dauert flussaufwärts etwa fünf und der Weg zurück zirka drei Stunden. Von Waljok fahren auch Boote zum nahen Pjassinosee. Insbesondere Einwohner aus Norilsk nutzen dies zu Erholungszwecken. Im Sommer kommen auch Angler und Wanderer an den Fluss, der dann auch Transportweg ist.